# Basm cult
Basmul cult apare în paralel cu eforturile de fixare în scris a basmului popular, preluând motivele și tehnicile narative ale acestuia. Culegătorii de folclor devin povestitori, ca în cazul lui Petre Ispirescu, care actualizează și recreează basmul, păstrând funcțiile principale, formule fixe, oralitatea, anumite expresii, dar adăugând o tentă ușor moralizatoare sau aluzii mitologice de sorginte livrescă. Scriitorii devin autori de basme, cunoscuți fiind Nicolae Filimon, Alexandru Odobescu, Ion Creangă, Mihai Eminescu, Ion Luca Caragiale, Ioan Slavici, Barbu Ștefănescu Delavrancea, Mihail Sadoveanu.
Împlinit printr-o inserție expresivă specifică stilului marilor scriitori, basmul cult își armonizează structurile narative, dobândind unitate și fluență discursivă. Basmul cult reflectă viziunea scriitorului și integreaza teme și motive caracteristice ale operei acestuia. Scriitorul respectă de regulă structura și tipologia basmului popular, dar poate aduce modificări narative, alternând persoana a treia cu persoana întâia și a doua, forțând o comunicare directă cu cititorul și dând uneori o nuanță subiectivă discursului narativ. În același timp, se pot identifica particularități ale stilului, modalități portretistice și motive proprii autorului în scenariul basmului, care îi conferă originalitate și atractivitate.
Basmul cult estompează de cele mai multe ori miraculosul și fantasticul, dându-le o mai mare verosimilitate, prin adăugarea unor semnificații și efecte specifice literaturii culte.

## Exemple
Printre cele mai cunoscute basme culte se pot menționa:
- în literatura română: „Povestea lui Harap-Alb” (de Ion Creangă), „Făt-Frumos din lacrimă” (de Mihai Eminescu), „Zâna Zorilor” de Ioan Slavici
- în literatura străină:Albă ca zăpada, Croitorașul cel viteaz, Hänsel și Gretel, Muzicanții din Brema (toate de Frații Grimm), Cenușăreasa, Tom Degețel (ambele de Charles Perrault), Crăiasa zăpezilor (de Hans Christian Andersen), Urciorul de aur (de E. T. A. Hoffmann).

„Făt-Frumos din lacrimă” este primul basm-poem din literatura română cultă.

## Despre basmul cult
G. Călinescu numea basmul cult  astfel:
„Basmul este […] o oglindire a vieții în moduri fabuloase.”
„Basmul e un gen vast, depășind cu mult romanul, fiind mitologie, etică, știintă, observație morală etc. Caracteristica lui este că eroii nu sunt numai oameni, ci și anume ființe himerice, animale. […] Când dintr-o narațiune lipsesc acești eroi himerici, n-avem de a face cu un basm.”
Basmul a apărut în epica populară, ulterior pătrunzând și în literatura cultă (în secolul al XIX-lea, în perioada de afirmare a esteticii romantice). Este o specie a epicii (culte), cu narațiune amplă, implicând supranaturalul sau fabulosul. Personajele (oameni, dar și ființe himerice) sunt purtătoare ale unor valori simbolice: binele și răul în diversele lor ipostaze. Conflictul dintre bine și rău se încheie, de obicei, prin victoria forțelor binelui. Eroul (protagonistul) este ajutat de ființe supranaturale, animale fabuloase sau obiecte magice și se confruntă cu un adversar (antagonistul). Eroul poate avea trăsături omenești, dar și puteri supranaturale (de exemplu, capacitatea de a se metamorfoza).
Clasificarea sau funcțiile personajelor, prin raportare la erou (in basmul popular): răufăcători (produc o daună care trebuie corectată de erou); donatori sau furnizori (personaje întâlnite întâmplător de erou, care îi dăruiesc un obiect miraculos ce-l va ajuta la nevoie)și ajutoare (se pun la dispoziția eroului care duce la bun sfârșit o sarcină, cu sprijinul lor).
Parcurgerea drumului maturizării de către erou presupune un lanț de acțiuni convenționale sau momentele subiectului: situația inițială de echilibru; intriga (evenimentul care dereglează echilibrul inițial); acțiunea de restabilire a echilibrului (călătoria eroului, apariția donatorului și ajutoarelor, trecerea probelor)si deznodământul (refacerea echilibrului, răsplata eroului și pedepsirea răufăcătorului).
În basmul cult, autorul preia tiparul narativ al basmului popular dar reorganizează evenimentele stereotipe conform viziunii sale artistice și propriului său stil. Basmul cult imită relația de comunicare de tip oral din basmul popular, ceea ce conferă oralitate stilului. Particularitățile basmului cult sunt următoarele:
- clișee compoziționale: formule tipice (inițiale, mediane, finale);
- motive narative diverse: călătoria, lupta, victoria eroului, probele depășite, demascarea și pedepsirea răufăcătorului, căsătoria și răsplata eroului etc.;
- specificul reperelor temporale (timpul fabulos, mitic) și spațiale (tărâmul acesta și tărâmul celălalt) – sunt vagi, imaginare, redate la modul general ;
- stil elaborat, îmbinarea narațiunii cu dialogul și cu descrierea;
- cifre magice, simbolice;
- obiecte miraculoase;
- întrepătrunderea planurilor real – fabulos; fabulosul este tratat în mod realist;
- convenția basmului (acceptată de cititor): acceptarea de la început a supranaturalului ca explicație a întâmplărilor incredibile.